# Arrosto

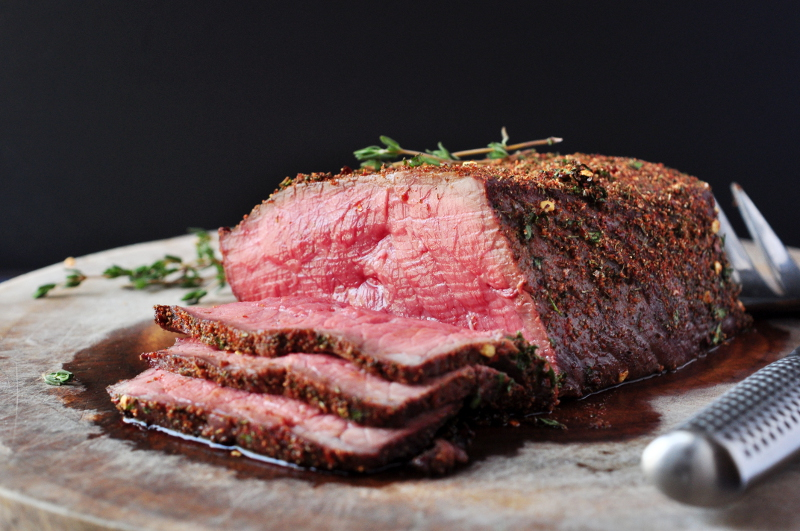
Arrosto di manzo tagliato

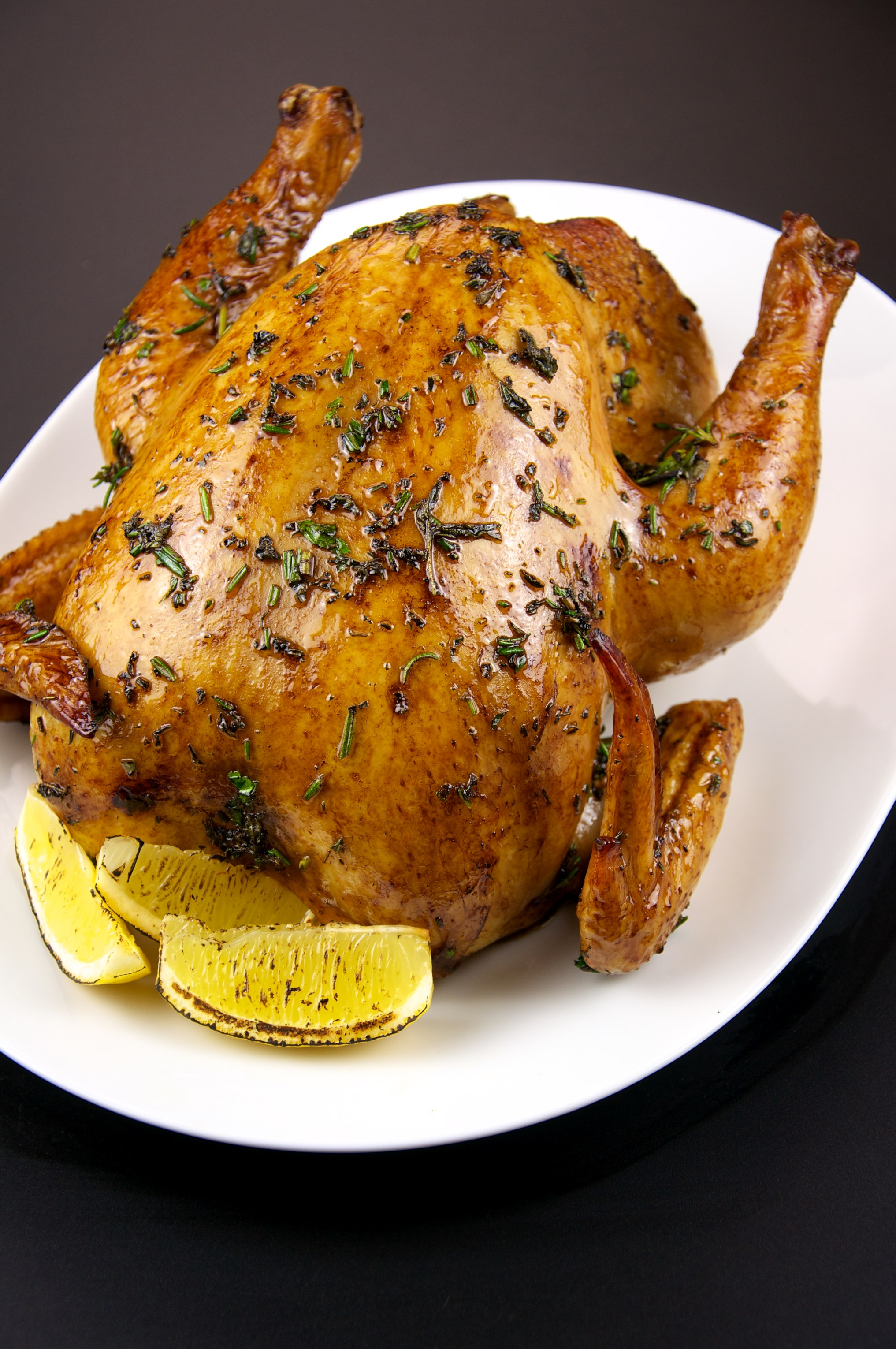
Pollo arrosto

L'arrosto è una tecnica di cottura a fuoco dei cibi senza aggiunta di acqua. Si riferisce in genere alla cottura di carni ma si applica anche ad altri tipi di cibo, quali i vegetali a radice e quelli a bulbo.  Le carni soggette a tale trattamento culinario possono essere le più svariate: tagli bovini, equini o suini, oppure interi animali quali polli, conigli, tacchini, pesci, ecc.

## Gli arrosti di carne e di verdure

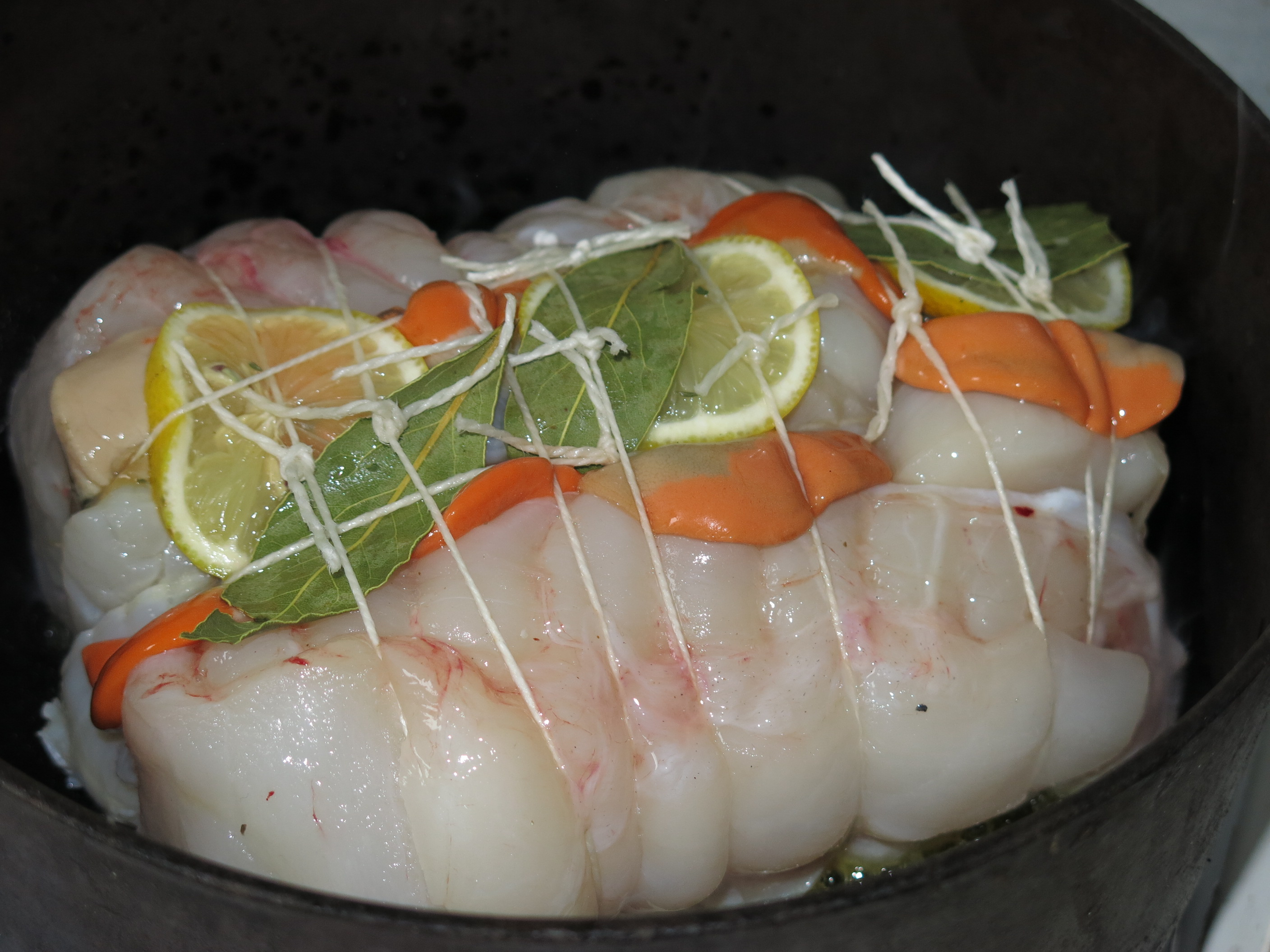
Arrosto di coda di rospo alle cappesante, prima della cottura.

La cottura ad arrosto provoca generalmente una caramellizzazione o una reazione di Maillard sulla superficie del cibo così preparato, fatto che viene considerato un miglioramento del suo aroma.
Un taglio di carne, e più particolarmente la carne rossa, cotto in questo modo è detto "arrostito". Parimenti si parla di "pollo arrosto", "coniglio arrosto", "tacchino arrosto". Per questi animali, di dimensioni ridotte, la cottura avviene generalmente per l'animale intero, opportunamente "ripulito" (ad esempio, per il pollo mediante asportazione degli intestini e altro prima della messa in cottura).